# Comuna Rîbalkî, Kozelșciîna
Rîbalkî (în ucraineană Рибалки) este o comună în raionul Kozelșciîna, regiunea Poltava, Ucraina, formată din satele Ciornohlazivka, Mîrhorodșciîna, Nova Ukraiina și Rîbalkî (reședința).

## Demografie
Componența lingvistică a comunei Rîbalkî
     Ucraineană (95,09%)
     Rusă (4,13%)
     Alte limbi (0,79%)
Conform recensământului din 2001, majoritatea populației comunei Rîbalkî era vorbitoare de ucraineană (95,09%), existând în minoritate și vorbitori de rusă (4,13%).